# For What It's Worth (canción de Buffalo Springfield)
«For What It's Worth» —en español: «Por si sirve de algo»— es una canción de Buffalo Springfield. La canción alcanzó el puesto número 7 en las listas de éxitos de los Estados Unidos. Entró a la lista de las 500 mejores canciones de todos los tiempos de la revista Rolling Stone.

## Historia
La canción es un símbolo de los años 60. Habla de las grandes movilizaciones de gente que hubo durante este periodo, pidiendo cambios políticos por todo el mundo, destacando particularmente las grandes manifestaciones que hubo en Estados Unidos contra la Guerra de Vietnam. Stephen Stills escribió la canción en respuesta por la escalada de los disturbios que hubo por el cierre de un club de Sunset Strip en West Hollywood, California.
Stephen Stills dijo en una entrevista que el nombre de la canción surgió cuando presentó la canción a ATCO al escribir en el expediente de presentación "Have this song here, for what it's worth, if you want" ('Tengo esta canción aquí, por si sirve de algo, si la queréis').

## Personal
- Stephen Stills: voz principal y coros, guitarra eléctrica.
- Richie Furay: guitarra acústica y coros.
- Neil Young: guitarra acústica.
- Bruce Palmer: bajo.
- Dewey Martin: batería y coros.

- Datos: Q2551974